# Berzőce
Berzőce (horvátul: Brezovica, régebben Gradinska Brezovica, majd Stara és Nova Brezovica) falu Horvátországban Verőce-Drávamente megyében. Közigazgatásilag Gradinához tartozik.

## Fekvése
Verőce központjától légvonalban 14, közúton 19 km-re északkeletre, községközpontjától 4 km-re keletre, Nyugat-Szlavóniában, a Drávamenti-síkságon, Gradina, Detkovac és Vladimirovac között fekszik.

## Története
Berzőce a község legősibb települése, neve a szláv „breza” (nyírfa) főnévből ered és egykor nyírfákkal benőtt helyet jelölt. A falutól mintegy 500 méterre északkeletre a Živkov brijeg nevű magaslaton talált régészeti leletek alapján kijelenthető, hogy Berzőce területe már a kora középkorban is lakott volt. Szent György plébániáját 1334-ben említi a pápai tizedjegyzék „ecclesia sancti Georgii de Brezounicha” alakban a zágrábi egyházmegye plébániái között. Ez a plébánia ezután még 1495 és 1517 között több okiratban is szerepel. 1501-ben „Plebania sancti Georgii de Brezewycza” néven említik.
Berzőce egykori vára, melynek maradványai a falu középső részén találhatók a 15. század elején már állott. Ekkor a Pok nembeli Meggyesi családé volt. A 15. és 16. században a vár több oklevélben is szerepel. 1480-ban Zágrábban kelt oklevelében Mátyás király Berzőce (Brezovicza) várát és városát Egerváry László horvát bánnak adta. 1490-ben Báthory István országbíró és Meggyesallyai Móric fia István örökösödési szerződést kötöttek, melyben egyebek mellett a Verőce vármegyei „Berzewcze” várkastélya is szerepel. 1525-ben II. Lajos király utasítja a csázmai káptalant, hogy Szapolyai Jánost és testvérét Györgyöt egyebek mellett „Bezewcze” castellumának birtokába iktassa be. A vár egy nagyobb uradalom központja, a település pedig vásártartási joggal rendelkező mezőváros, oppidum volt, mely a környező vízfolyások által körülvett Szent Iván-szigeten („insula Zenth Iwan”) feküdt.
A középkori települést és várát valószínűleg az 1532-es török hadjárat pusztította el. Miután 1684-ben Verőcét felszabadították a török uralom alól területe majdnem teljesen lakatlan volt és rengeteg szántóföld maradt műveletlenül. Ezért a bécsi udvar elhatározta, hogy a földeket a betelepítendő családok között osztja fel. A betelepülő horvát családok Kapronca, Kőrös és Szentgyörgyvár vidékéről jöttek.
Az első katonai felmérés térképén „Dorf Brezovicza” néven találjuk. Lipszky János 1808-ban Budán kiadott repertóriumában „Brezovicza” néven szerepel. Nagy Lajos 1829-ben kiadott művében „Brezovicza” néven 76 házzal, 459 katolikus vallású lakossal találjuk. Verőce vármegye Verőcei járásának része volt.
A településnek 1869-ben 704, 1910-ben 718 lakosa volt. 1910-ben a népszámlálás adatai szerint lakosságának 89%-a horvát, 11%-a magyar anyanyelvű volt. Az első világháború után 1918-ban az új szerb-horvát-szlovén állam, majd később (1929-ben) Jugoszlávia része lett. 1925-ben felépítették a Szent Vid kápolnát. 1952-ben megalapították a helyi tűzoltó egyesületet. 1991-ben 777 főnyi lakosságának 93%-a horvát, 5%-a szerb nemzetiségű volt. 2011-ben falunak 595 lakosa volt.

## Lakossága
| Lakosság változása | Lakosság változása | Lakosság változása | Lakosság változása | Lakosság változása | Lakosság változása | Lakosság változása | Lakosság változása | Lakosság változása | Lakosság változása | Lakosság változása | Lakosság változása | Lakosság változása | Lakosság változása | Lakosság változása | Lakosság változása |
| ------------------ | ------------------ | ------------------ | ------------------ | ------------------ | ------------------ | ------------------ | ------------------ | ------------------ | ------------------ | ------------------ | ------------------ | ------------------ | ------------------ | ------------------ | ------------------ |
| 1857               | 1869               | 1880               | 1890               | 1900               | 1910               | 1921               | 1931               | 1948               | 1953               | 1961               | 1971               | 1981               | 1991               | 2001               | 2011               |
| 704                | 687                | 684                | 704                | 747                | 718                | 758                | 921                | 1.033              | 1.100              | 1.118              | 1.051              | 895                | 777                | 698                | 595                |

## Nevezetességei
A falutól mintegy 500 méterre északkeletre, a Vladimirovac felé vezető úttól északra található az Ivanjci nevű földterület, melyet a nép Živkov brijegnek is nevez. Itt a domborzat egy északnyugat-délkeleti irányú, 50 méter széles és 250 méter hosszúságú dombhátat formáz. Ezen a szántó területen, melyet délről az út, északról pedig erdő határol számos pannon típusú cseréptöredék került elő. A leletek arra utalnak, hogy a Živkov brijeg nyugati részén kora középkori szláv település volt. A keleti részen a helyiek elbeszélése szerint szántás közben téglákat forgatott ki az eke, melyek kisebb szakrális épületre, a közelben fellelt csontmaradványok pedig temetőre utalnak.
Berzőce középső részén ott, ahol az út egy nagy kanyarral Nova Brezovica felé fordul középkori vár maradványai találhatók, melyet a nép Turski gradnak, azaz Törökvárnak nevez. A vár platója mintegy 300 méter széles és jól kivehetők az ezt övező 5-600 méter átmérőjű sánc maradványai. A plató magassága két és fél, három méter körül váltakozik. Ma szántóföld és szőlő van rajta és még ma is gyakran kerülnek itt elő tégla és kőtörmelékek. A sánc északi és déli része vízzel van tele. Sokáig vízivárként volt ismert. Néhány innen származó lelet a verőcei városi múzeumban található. Ezek még a múzeum alapítása előttről származnak.
A falu temetőkápolnáját a régi halottasház anyagából építették a hívek anyagi és természetbeli hozzájárulásával, de az építés idejére vonatkozóan nincsen adat. A falu Szent Vid kápolnája 1925-ben épült. 1997-ben a helyére új templom építését határozták el, melyet 2002-ben fejeztek be.

## Kultúra
A település kulturális és művészeti egyesülete a KUD „Seljačka sloga”, mely minden év augusztusának első vasárnapján folklór szemlét rendez. Ezen a környező települések művészeti csoportjai mellett külföldi vendégek is fellépnek.

## Oktatás
A településen a gradinai elemi iskola alsó tagozatos területi iskolája működik.

## Sport
Az NK Stara Brezovica labdarúgócsapata a megyei 2. liga nyugati csoportjában szerepel.